# 후작모

후작모

후작모(侯爵帽, 독일어: Fürstenhut 퓌르스텐후트[*])는 문장학의 관 중 하나로서, 독일 후작의 지위를 나타내는 표장이다. 후작관과 크게 다르지 않지만 구분된다.